# Marroneta de l'alzina
La marroneta de l'alzina (Satyrium esculi) és una espècie de lepidòpter papilionoïdeu de la família dels licènids (Lycaenidae) present als Països Catalans.

## Distribució
A Àfrica es troba al Marroc, Algèria i Tunísia. A Europa habita gran part de la península Ibèrica, excepte àrees del nord i nord-oest, Eivissa i Mallorca, i la costa occitana fins als Alps Marítims.

## Hàbitat
Boscos caducifolis o mixtos i els seus marges i clars. L'eruga s'alimenta de Quercus coccifera, Quercus ilex i Quercus pyrenaica.

## Període de vol
Una generació a l'any. Els adults volen entre finals de maig i agost, depenent de la localitat.

## Comportament
Les erugues són ateses per formigues del gènere Camponotus.

## Espècies ibèriques similars
- Marroneta de l'aranyoner (Satyrium acaciae)
- Marroneta del roure (Satyrium ilicis)
- Marroneta de l'aranyoner aranesa (Satyrium pruni)
- Marroneta de la taca blava (Satyrium spini)
- Marroneta de l'om (Satyrium w-album)